# 金鐘獎生活風格節目獎得獎列表
金鐘獎生活風格節目獎是由文化部影視及流行音樂產業局在臺灣舉辦的現行頒發獎項，前身為綜合節目獎和行腳節目獎，2017年起合併為生活風格節目獎。

## 歷屆得獎暨入圍名單
|  | 獲獎者 |

### 生活風格節目獎（第52屆～至今）
| 年度 （屆數）   | 電視作品                                                                          |
| --------------- | --------------------------------------------------------------------------------- |
| 2017 （第52屆） | 《我的NO.1表情》／客家電視台、三腳貓影業有限公司                                  |
| 2017 （第52屆） | 《VUVU您很會》／財團法人原住民族文化事業基金會                                    |
| 2017 （第52屆） | 《水下三十米》／動能意像製作有限公司                                              |
| 2017 （第52屆） | 《浩克慢遊》／財團法人公共電視文化事業基金會                                      |
| 2017 （第52屆） | 《勝利催落去》／財團法人公共電視文化事業基金會                                    |
| 2018 （第53屆） | 《我是留台幫》／財團法人公共電視文化事業基金會                                    |
| 2018 （第53屆） | 《王子的移動城堡II》／亞洲衛星電視股份有限公司                                    |
| 2018 （第53屆） | 《作客他鄉》／客家電視台、八方匯盈數位製作股份有限公司                            |
| 2018 （第53屆） | 《秘境˙不思溢III》／亞洲衛星電視股份有限公司                                      |
| 2018 （第53屆） | 《環遊世界800天》／愛爾達科技股份有限公司                                         |
| 2019 （第54屆） | 《水下三十米》／動能意像製作有限公司                                              |
| 2019 （第54屆） | 《Follow Alana 愛遊世界》／晴雅數位傳播股份有限公司                               |
| 2019 （第54屆） | 《主廚大聯盟》／愛爾達科技股份有限公司                                            |
| 2019 （第54屆） | 《台灣第一等》／八大電視股份有限公司                                              |
| 2019 （第54屆） | 《聽聽看》／財團法人公共電視文化事業基金會                                        |
| 2020 （第55屆） | 《我在市場待了一整天》／財團法人公共電視文化事業基金會                            |
| 2020 （第55屆） | 《地球的慶典》／愛爾達科技股份有限公司                                            |
| 2020 （第55屆） | 《無事坐巴士》／財團法人公共電視文化事業基金會—公視臺語台                         |
| 2020 （第55屆） | 《跟著 dapin 去旅行》／財團法人原住民族文化事業基金會                             |
| 2020 （第55屆） | 《臺灣好味道 足好食臺灣味》／中華電視股份有限公司、天馬傳播事業有限公司           |
| 2021 （第56屆） | 《誰來晚餐12》／財團法人公共電視文化事業基金會                                    |
| 2021 （第56屆） | 《大雲時堂》／台灣優視媒體科技股份有限公司                                        |
| 2021 （第56屆） | 《台灣好滋味》／中華電視股份有限公司、天馬傳播事業有限公司                        |
| 2021 （第56屆） | 《我又在市場待了一整天》／財團法人公共電視文化事業基金會                          |
| 2021 （第56屆） | 《無事 坐巴士》／財團法人公共電視文化事業基金會-公視臺語台                        |
| 2022 （第57屆） | 《寶島神很大》／三立電視股份有限公司                                              |
| 2022 （第57屆） | 《出發吧！鐵三角》／亞洲衛星電視股份有限公司                                      |
| 2022 （第57屆） | 《我們回家吧2》／台灣大哥大股份有限公司、斯爾夫股份有限公司、三立電視股份有限公司 |
| 2022 （第57屆） | 《浩克慢遊》／財團法人公共電視文化事業基金會                                      |
| 2022 （第57屆） | 《部落抓風味》／承新傳播有限公司、東森新媒體控股股份有限公司                      |
| 2022 （第57屆） | 《誰來晚餐13》／財團法人公共電視文化事業基金會                                    |
| 2023 （第58屆） | 《我在工場拍拍手》／財團法人公共電視文化事業基金會                                |
| 2023 （第58屆） | 《ila 跟土地學做飯》／財團法人原住民族文化事業基金會                              |
| 2023 （第58屆） | 《回到小學那1天》／三立電視股份有限公司、怡佳娛樂經紀股份有限公司                 |
| 2023 （第58屆） | 《阿聰現煮時 島的行動客廳》／財團法人公共電視文化事業基金會                       |
| 2023 （第58屆） | 《浩克慢遊》／財團法人公共電視文化事業基金會                                      |
| 2024 （第59屆） | 《吉日良辰客家封》／客家電視台、天馬傳播事業有限公司                              |
| 2024 （第59屆） | 《ila跟土地學做飯》／財團法人原住民族文化事業基金會                               |
| 2024 （第59屆） | 《青春愛讀書》／財團法人慈濟傳播人文志業基金會                                    |
| 2024 （第59屆） | 《浩克慢遊》／財團法人公共電視文化事業基金會                                      |
| 2024 （第59屆） | 《極島森林2》／灰魚影像製作有限公司                                               |
| 2025 （第60屆） |                                                                                   |
|                 |                                                                                   |
|                 |                                                                                   |
|                 |                                                                                   |
|                 |                                                                                   |

## 外部連結
- 廣播電視金鐘獎官方網站 （页面存档备份，存于）
- 歷屆電視金鐘獎得獎入圍名單 （页面存档备份，存于），文化部影視及流行音樂產業局